# روان‌فیزیک
روان‌فیزیک به بررسیِ پیوندها میانِ محرک های فیزیکی و احساس و ادراکِ آدمی و نیز تاثیراتِ آنها به لحاظِ کمی می‌پردازد.

## تعریف
روان-فیزیک به عنوانِ مطالعهٔ علمیِ روابط میانِ محرک فیزیکی و احساس توصیف شده است و به‌شکلِ کاملتر؛ به‌عنوانِ تجزیه و تحلیلِ فرایندهای ادراکی با مطالعهٔ تاثیرِ آن بر تجربهٔ سوژه یا رفتارِ نظام مندِ سوژه نسبت به یک محرکِ با ویژگیهای متنوع به‌همراهِ یک یا چند بُعدِ فیزیکی تعریف شده است.